# Face to Face (film, 1952)
Pour les articles homonymes, voir Face to Face.
Pour plus de détails, voir Fiche technique et Distribution.
Face to Face est un film à sketches de John Brahm et Bretaigne Windust, tiré des romans Le Compagnon secret de Joseph Da Bomb Conrad et The Bride Comes to Yellow Sky (en) de Stephen Crane. Le film, sorti en 1952, est produit par Huntington Hartford et distribué par RKO Radio Pictures.

## Fiche technique
- Titre : Face to Face
- Réalisation : John Brahm et Bretaigne Windust
- Scénario : James Agee et Æneas MacKenzie
- Musique : Hugo Friedhofer (non crédité)
- Photographie : George E. Diskant (non crédité), Karl Struss (non crédité)
- Montage : Otto Meyer
- Décors :
- Costumes :
- Production : Huntington Hartford, Norman A. Manning, George W. Tobin
- Société de production :
- Société de distribution : RKO Radio Pictures
- Budget :
- Pays d'origine : États-Unis
- Langue : anglais
- Format : Noir et blanc
- Genre : Western
- Durée : 89 minutes
- Dates de sortie : Novembre 1952

## Distribution
- James Mason
- Gene Lockhart
- Robert Preston
- Marjorie Steele
- Michael Pate
- Albert Sharpe
- Sean McClory
- Alec Harford
- Minor Watson
- Dan Seymour
- Olive Carey
- Victor Kilian
- James Agee

## The Secret Sharer
Cette partie est réalisée par John Brahm et adaptée par Æneas MacKenzie. Les acteurs principaux sont James Mason et Gene Lockhart.

## The Bride Comes to Yellow Sky
Cette partie est réalisée par Bretaigne Windust et adaptée par James Agee. Les acteurs principaux sont Robert Preston et Marjorie Steele.